# Choudenshi Bioman
Choudenshi Bioman 超電子バイオマン (Chōdenshi Baioman , dịch là Siêu điện tử Bioman), là series Super Sentai thứ 8 với 51 tập phim được phát sóng trên TV Asahi từ ngày 4 tháng 2 năm 1984 đến ngày 26 tháng 1 năm 1985 với một bộ phim được phát hành trong thời gian đầu của chương trình. Tên tiếng Anh quốc tế được liệt kê bởi Toei Company là Bioman.

## Cốt truyện
Hành tinh Bio, nơi từng thịnh vượng như là quê hương của một nền văn minh tiên tiến, đã bị phá hủy trong cuộc chiến giữa Liên minh Hòa bình Bio và Liên minh Chống Bio vì các hạt sinh học, được tạo ra thông qua khoa học tiên tiến và thúc đẩy sự kích hoạt của vật chất. Các nhà khoa học từ Liên minh Hòa bình Bio, những người đang hướng tới mục tiêu sử dụng các hạt sinh học cho mục đích hòa bình, nhận ra rằng sự tuyệt chủng của chúng là không thể tránh khỏi, và để đảm bảo rằng một thảm kịch liên quan đến khoa học như của họ sẽ không lặp lại trên Trái đất, hành tinh đẹp nhất trong vũ trụ, trong tương lai, họ đã gửi một con robot khổng lồ có nhận thức về bản thân và các hạt sinh học, Biorobo, cùng với con robot hỗ trợ của nó, Peabo, đến Trái đất vào năm 1484.
500 năm sau, vào năm 1984. Một nhà khoa học thiên tài điên rồ tự xưng là Tiến sĩ Man đã bắt đầu thống trị thế giới dưới sự lãnh đạo của chính hắn, đế chế cơ khí mới của loài người mang tên Gear. Peebo, nhận thức được mối nguy hiểm mà khoa học đang đe dọa đến Trái Đất, đã triệu tập năm người trẻ đến Căn cứ Sinh học. Họ là con cháu của năm thanh niên cách đây 500 năm đã được tiếp xúc với các hạt sinh học từ Biorobo giúp tăng cường sức khỏe và trí tuệ.
Được gắn kết bởi sợi chỉ số mệnh, năm người trẻ tuổi làm theo hướng dẫn chiến đấu của Super Cyberbrain và chiến đấu chống lại Gears với tư cách là Biomen, nhưng cuộc tấn công của Gears quá dữ dội khiến Yellow Four/Mika Koizumi ngã xuống. Bốn người còn lại bổ sung Jun Yabuki, người cũng thừa hưởng các hạt sinh học tương tự, vào hàng ngũ của họ và với sức mạnh mới, họ lao vào trận chiến định mệnh chống lại Gears.

## Nhân vật
Chiến đội Bioman
- Shirou Gou (郷 史朗 (Hương Sử Lãng) Gō Shirō?) - Red One (レッドワン Reddo Wan?)

- Shingo Takasugi (高杉 真吾 (Cao Sam Chân Ngô) Takasugi Shingo?) - Green Two (グリーンツー Gurīn Tsū?)

- Ryuuta Nanbara (南原 竜太 (Nam Nguyên Long Thái) Nanbara Ryūta?) - Blue Three (ブルースリー Burū Surī?)

- Mika Koizumi (小泉 ミカ (Tiểu Nam Mỹ Gia) Koizumi Mika?) - Yellow Four I (イエローフォー Ierō Fō?) (1-10)

- Jun Yabuki (矢吹 ジュン (Thỉ Xuy Thuần) Yabuki Jun?) - Yellow Four II (イエローフォー Ierō Fō?) (11-51)

- Hikaru Katsuragi (桂木 ひかる (Quế Mộc Quang) Katsuragi Hikaru?) - Pink Five (ピンクファイブ Pinku Faibu?)

- Shota Yamamori (山守 正太 (Sơn Thủ Chính Thái) Yamamori Shōta?) - Magne Warrior (マグネ戦士 Magune Senshi?)

## Tập phim
Bộ phim thành công với 51 tập và 1 bộ phim:

### Tập phim
1. Người máy khổng lồ bí ẩn xuất hiện
2. Tập hợp đi, những chiến binh của định mệnh!
3. Đồng chí của chúng tôi, Bio Robo
4. Toang rồi, những người máy sinh học đang tự hủy!
5. Tiêu diệt kẻ thù vô hình
6. Vùng lên đi, Bio Robo!
7. Peebo bị bắt
8. Lời thề chiến đấu vì hành tinh
9. Bí ẩn sợi dây nhảy xóa bỏ người
10. Vĩnh biệt, Yellow
11. Chào mừng chiến binh mới!
12. Xanh Lá sát nhân!
13. Tôi là Jun
14. Bộ óc Tân Đế chế
15. Lời thề rực cháy của nữ chiến binh
16. Chạy đi, còn 21,599 giây nữa thôi
17. Tôi đã thấy Long Cung Thành
18. Lời cầu nguyện của nữ tiên tri
19. Cha tôi là Tiến sĩ Man
20. Khiêu chiến Hoàng tử
21. Bảo vệ Biobase
22. Tên trộm lớn... là Blue?!
23. Hỏng rồi! Đàn rối tấn công!
24. Hoa tình yêu bùng nổ
25. Hồn ma của Hoàng tử
26. Bí mật khủng khiếp của cha tôi
27. Những nữ chiến binh Nhện Ngục
28. Vụ ám sát Tiến sĩ Man
29. Ngày mà Tokyo biến mất
30. Thanh quỷ kiếm tối thượng của Canth
31. Megas và trang bị mới: Sự xuất hiện bất ngờ?
32. Kế hoạch đại tu của Gear
33. Đòn kết liễu mới: Thời khắc trình diện?
34. Nhìn xem, sức mạnh của Bio!
35. Chiến sĩ thứ sáu
36. Những chú bé biến hình
37. Silva sát thủ!
38. Balzion huyền bí
39. Bẫy của Meison
40. Turbo bị đánh cắp!
41. Bài hát ru quỷ dữ
42. Xông lên! Hãy liều mình chiến đấu đi!
43. Người lính mặc đồ thủy thủ
44. Bộ Mạch Lương Tâm đẹp đẽ
45. Jun, quả bom sống!
46. Hãy tẩu thoát khỏi thành phố bẫy!
47. Con người thật của Giáo sư Shibata
48. Balzion đến kìa!
49. Bio Robo nguy kịch
50. Tấn công Neograd
51. Tạm biệt, Peebo!